# Laboulbeniomycetes
Classe

Les Laboulbeniomycetes sont une classe de champignons atypiques, quasi microscopiques, appartenant au grand groupe des ascomycètes. Les quelque 2 000 espèces décrites dans cette classe sont pour la plupart des parasites externes obligatoires d'arthropodes, principalement d'insectes.

## Liste des familles
La version de 2007 de Myconet reconnaît deux ordres au sein des Laboulbéniomycètes : les Laboulbeniales et les Pyxidiophorales :
- Ordre des Laboulbeniales
  - Ceratomycetaceae S. Colla 1934
  - Euceratomycetaceae I.I. Tav. 1980
  - Herpomycetaceae I.I. Tav. 1981
  - Laboulbeniaceae G. Winter 1886
- Ordre des Pyxidiophorales P.F. Cannon 2001
  - Pyxidiophoraceae Arnold 1971

La séparation de l'ordre des Pyxidiophorales reste toutefois discutée, notamment par une étude de phylogénie moléculaire consacrée à la classe, qui intègre la famille des Pyxidiophoraceae au sein de l'ordre unique des Laboulbeniales.

## Liste des sous-classes
Selon BioLib (2 août 2017) :
- sous-classe des Laboulbeniomycetidae
  - ordre des Laboulbeniales
  - ordre des Pyxidiophorales

Selon BioLib (2 août 2017) :
- ordre des Laboulbeniales
- ordre des Pyxidiophorales

Selon Catalogue of Life (2 août 2017) :
- ordre des Laboulbeniales
- ordre des Pyxidiophorales
- incertae sedis

Selon ITIS (2 août 2017) :
- sous-classe des Laboulbeniomycetidae